# Handbook of Russian Literature
Das Handbook of Russian Literature („Handbuch der russischen Literatur“) ist eine 1985 erschienene, in englischer Sprache verfasste Enzyklopädie der russischen Literatur.

## Kurzeinführung
Das Handbuch wurde von dem Slawisten Victor Terras (1921–2006) herausgegeben. Zahlreiche Fachgelehrte haben daran mitgewirkt. Das Nachschlagewerk deckt zehn Jahrhunderte russischer Literatur ab von der alten Folklore und den frühesten schriftlichen Texten bis zum Strukturalismus, Modernismus und sozialistischen Realismus des 20. Jahrhunderts. Es enthält fast tausend Einträge von führenden Wissenschaftlern. Es ist ein Leitfaden sowohl für Studenten als auch den allgemeinen Leser. Das einbändige Werk enthält Einträge zu Autoren, Gattungen, literarischen Bewegungen und Epochenstudien sowie Rezensionen bedeutender Zeitschriften. Die längsten Einträge umfassen mehr als sechstausend Wörter, die kürzesten wurden auf einen einzigen Absatz beschränkt, was das Buch sowohl als Nachschlagewerk als auch als eine Sammlung von Geschichte und Kritik wertvoll macht.
Victor Terras merkt in seinem Vorwort an, dass es Einträge, denen bereits im KLE eine größere Aufmerksamkeit gewidmet worden sind, nur flüchtig behandelt oder ganz weglässt, während es dem darin außer Betracht gelassenen Material größere Aufmerksamkeit widmet.
INHALTSÜBERSICHT (Anfang)
- Ablesimov, Aleksandr Onisimovich (1742–1783)
- Acmeism
- Adamism, siehe Acmeism
- Adamovich, Georgy Viktorovich
- Aesopian language
- Aesthetics
- Afanasiev, Aleksandr Nikolaevich
- Afinogenov, Aleksandr Nikolaevich
- Aglaya
- Aitmatov, Chingiz
- Akhmadulina, Bella Akhatovna
- Akhmatova, Anna Andreevna
- Aksakov, Ivan Sergeevich (1823–1886)
- Aksakov, Konstantin Sergeevich (1817–1860)
- Aksakov, Sergei Timofeevich (1791–1859)
- Aksyonov, Vasily Pavlovich
- Aldanov, Mark Aleksandrovich Landau (1886–1957)
- Aleksandriya

[…]